# Чарівна флейта
«Чарівна флейта» (нім. Die Zauberflöte) (KV 620) — опера-зингшпіль на 2 дії Моцарта на лібрето Емануеля Шиканедера. Вперше поставлена 30 вересня 1791 року у Відні, в театрі «Ауф дер Віден».

## Дійові особи
- Таміно, принц (тенор)
- Папагено, птахолов (баритон)
- Паміна, дочка Цариці ночі (сопрано)
- Цариця ночі (сопрано)
- Зарастро, чарівник (бас)
- Папагена, кохана Папагено (сопрано)
- Моностатос, мавр (тенор)
- Старий жрець (бас)
- Перша, друга і третя дами (два сопрано та контральто)
- Перший, другий, третій пажі (два сопрано, контральто)
- Два озброєних воїни (тенор та бас)
- Оратор посвячених (бас)
- Перший (тенор), другий (бас), третій жрець (розмовна роль)
- Перший, другий, третій раб (розмовні ролі).

## Лібрето
Сюжет опери Шиканедер почерпнув у казці Крістофа Віланда (1733—1813) «Лулу» зі збірки фантастичних поем «Джинністан, або Вибрані казки про фей і духів» (1786—1789), з доповненням з його ж казок «Лабіринт» і «Розумні хлопці». Серед додаткових джерел також називають епічну поему «Оберон, цар чарівників», з доповненнями по лібрето К. В. Хенслера з опери «Свято сонця у брамінів» Венцеля Мюллера; драму «Тамос, цар єгипетський» Т. Ф. фон Геблера; роман «Сетос» Ж. Террасон (1731). Називають і роботу Ігнаци фон Борна, магістра масонської ложі «Zur Wahrheit» («До правди»), «Про містерії єгиптян» («Über die Mysterien der Ägypter»). Лібрето було присвячено саме фон Борну, який помер незадовго до написання опери.
Після смерті Емануеля Шиканедера на авторство лібрето почав претендувати один з акторів театру Віденська масон Карл Людвіг Гізеке (Carl Ludwig Giesecke).

### Дія перша
Принц Таміно заблукав у горах, рятуючись від змія. Три дами, служительки Цариці ночі, рятують його від змія. Прокинувшись, принц бачить птахолова Папагено, який робить вигляд, що врятував принца саме він. Три дами обурені його хвастощами і карають, повісивши на рот замок. Пані повідомляють принцу, що його врятувала Цариця ночі, яка дарує йому портрет своєї дочки Паміни. Таміно закохується в портрет. За словами Цариці ночі, дівчину викрав злий чарівник Зарастро. Принц вирушає рятувати Паміну. Цариця дає йому чарівну флейту, яка допоможе здолати зло. Папагено отримує чарівні дзвіночки і повинен за велінням Цариці допомагати принцу. У супроводі трьох хлопчиків вони вирушають в дорогу.

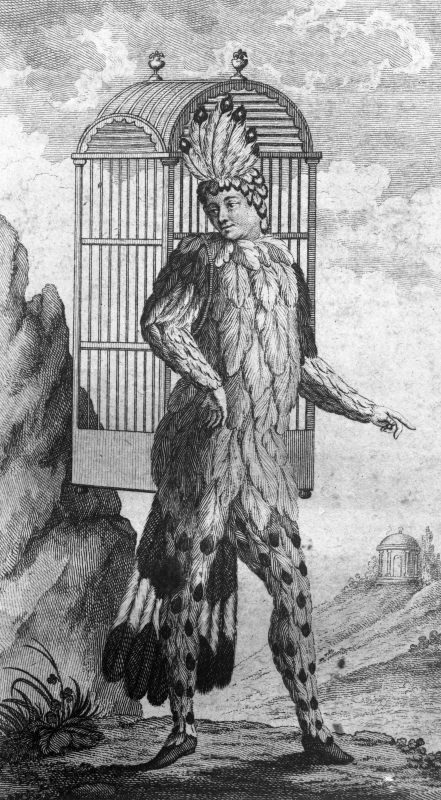
Емануель Шиканедер в ролі Папагено

Мавр Моностатос, який охороняв Паміну в замку чарівника, викрав її. Папагено проникає в кімнату, де захована дівчина. Птахолов і мавр лякаються один одного, мавр тікає. Папагено розповідає Паміні, що його послала її мати, і що в неї закохався принц Таміно, котрий бачив її портрет. Дівчина погоджується тікати, але мавр кидається навздогін. Таміно в цей час знаходиться у священному гаю з трьома храмами. Жрець розповідає принцу, що його обдурили: Зарастро насправді добрий чарівник, а не злий, і Паміну він викрав з волі богів. Таміно починає грати на флейті і чує дзвіночки на костюмі Папагено. При звуках чарівної флейти мавр змушений припинити погоню. Зарастро обіцяє Паміні допомогти зустрітися з Таміно. З'являється Моностатос, який спіймав принца. Таміно і Паміна кидаються одне одному в обійми.

### Дія друга
Зарастро відкриває жерцям, що Таміно посланий стати захисником Храму Мудрості від Цариці ночі, і як нагороду отримає в дружини Паміну, для цього її й викрали. На Принца чекають випробування. Тим часом Моностатос знову переслідує Паміну. Але чується голос Цариці ночі, і він тікає. Цариця в розпачі від того, що принц Таміно хоче присвятити себе служінню храму, і просить дочку вплинути на нього. Та відмовляється. Цариця погрожує відректися від дочки, якщо та не вб'є чарівника. (Арія Цариці: «Der Hölle Rache kocht in meinem Herzen»)
У храмі принца і Папагено піддають першому випробуванню — на мовчання. Паміна думає, що принц її розлюбив. Друге випробування — Таміно говорять, що він повинен попрощатися з Паміною назавжди. І він залишає її. А Папагено, побачивши чудову дівчину, не витримує випробування — він нарешті знайшов свою Папагену.
Паміна хоче смерті, але три хлопчики заспокоюють її. У принца останнє випробування: пройти крізь вогонь і воду. З'являється Паміна, щоб піти разом з ним. Чарівна флейта допоможе їм. Папагено покарано, він втратив Папагену. Але три хлопчики нагадують йому про чарівні дзвіночки, які мають допомогти знову знайти кохану. Останню спробу здійснює Цариця ночі: вона обіцяє свою дочку Моностатосу, якщо той допоможе знищити храм. Але настає день, і влада Цариці зникає. Розсіюється морок, і сходить сонце. Жерці славлять доброту і розум Зарастро.

## Масонська символіка в опері
І Моцарт, і автор лібрето Шиканедера — обидва були членами ордену «вільних каменярів». У лібрето відразу були помічені таємничість і містична символіка, пов'язані з ідеями та ритуалами товариства масонів.
За однією з легенд, рання смерть Моцарта пов'язана з тим, що його вбили масони, не пробачивши йому того, що він вивів (і таким чином висміяв) на сцені в «Чарівній флейті» масонські ритуали. За іншою версією, у «Чарівній флейті» Моцарт не висміяв, а оспівав масонство, і віденська ложа сама стала замовником цього твору. Це виглядає тим більше правдоподібно, що на прем'єрі опери, яка відбулася 30 вересня 1791 року, частину ролей виконували самі масони (Емануель Шиканедер — «Папагено», К. Л. Гізеке — «перший раб» та ін)
Чарівник має ім'я «Зарастро» — італізована форма імені Зороастра, якого масони шанують як стародавнього мудреця, філософа, мага й астролога. Також, за пізніми вавилонськими легендами, що дійшли до нас у грецькому викладі, можливо, Зороастр був одним із перших каменярів і будівельником знаменитої Вавилонської вежі — образу, особливо близького «вільним каменярам» — масонам. У Єгипті цього персонажа пов'язували з культом Ізіди та її чоловіка Осіріса. В опері дія розгортається саме в Стародавньому Єгипті, на березі Нілу, в оточенні пальмових гаїв, пірамід і храмів, присвячених культу Ізіди й Осиріса.
Через всю оперу проходить символіка числа три (три феї, три генії, три храми, три хлопчики і т. д.). Три храми з вигравіюваними на стінах назвами насправді символізують етичну тріаду зороастрійської релігії: добромислення, доброслів'я, добродіяння — ці слова зазвичай писали на стінах зороастрійських храмів. У них жерці під верховенством мага Зарастро здійснюють богослужіння Ізіді і Осирісу.

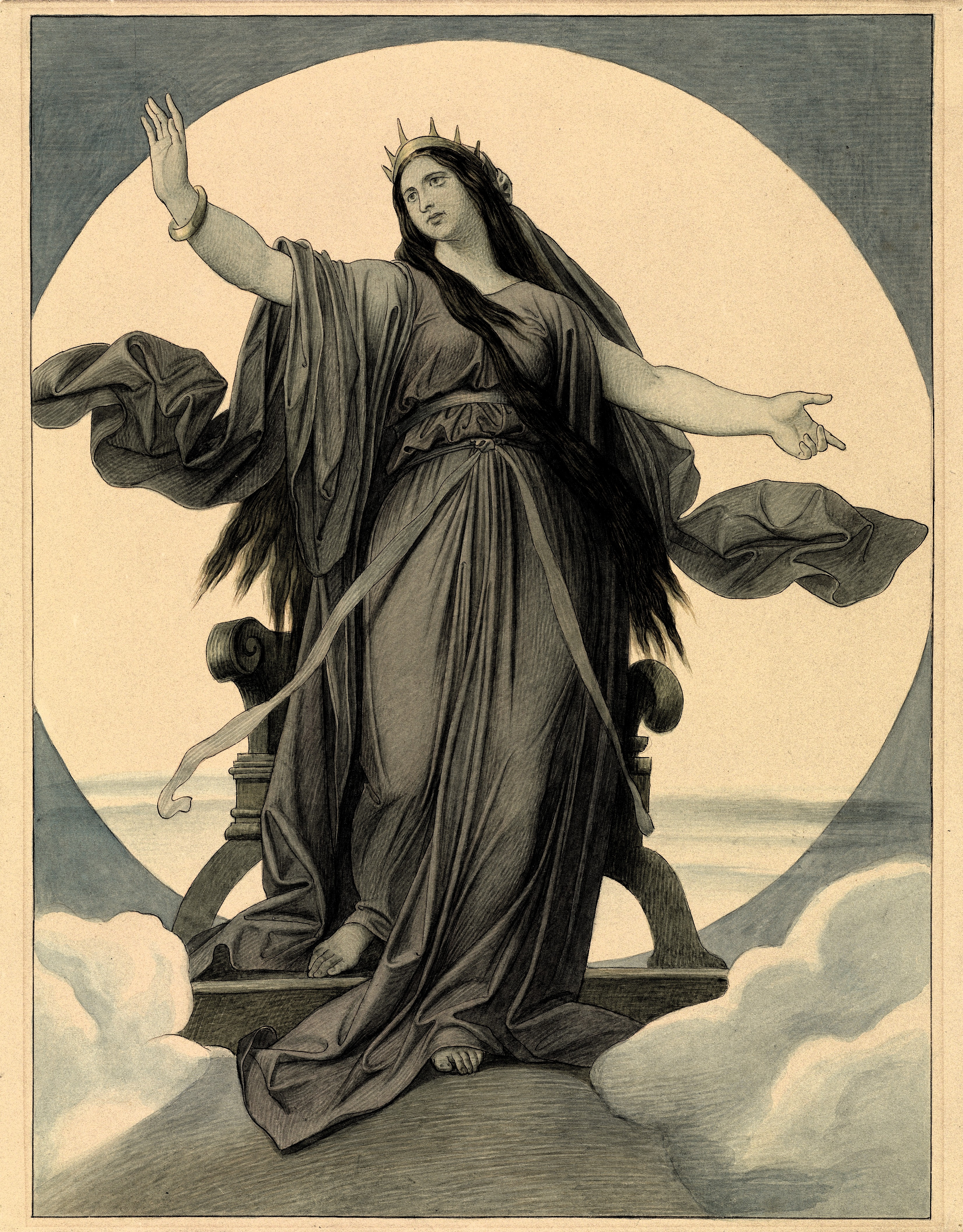
Моріц фон Швінд. Цариця Ночі. Ескіз фрески для Віденського оперного театру, бл. 1864–1867

Символ «3» присутній і в музиці — потрійний акорд в увертюрі повторюється тричі, основна тема опери — вихід з духовної темряви на світло через посвячення — є ключовою ідеєю вільних мулярів. Крім того, в опері є дуалістичне протиборство сил добра і зла, в якому, згідно з зороастрійським ученням, сили добра здобувають остаточну перемогу, що не суперечить переконанням вільних мулярів. Сили зла уособлює Цариця Ночі, сили добра й божественну мудрість — маг Зарастро.
Випробування, які проходить принц протягом опери, нагадують зороастрійські Ордалії, які, в свою чергу, дуже нагадують  елементи масонських випробувань і церемоній посвяти, що виникли набагато пізніше (випробування вогнем і водою, усні свідчення у формі запитань і відповідей, використання ордальних труб як музичних інструментів Ордалій і т.д.). Також в опері використано піраміду — традиційний масонський символ, всередині якої проходить одне з випробувань.

## Музичні номери
| №         | №            | початкові слова                          | у перекладі                       | персонажі                                                            | записи |
| --------- | ------------ | ---------------------------------------- | --------------------------------- | -------------------------------------------------------------------- | --- |
| Увертюра  | Увертюра     | Увертюра                                 | Увертюра                          | Увертюра                                                             | Увертюра |
| Перша Дія |              |                                          |                                   |                                                                      | |
| №1        | Інтродукція  | Zu Hilfe! Zu Hilfe!                      | Де меч мій? Зламався!             | Таміно і три Дами                                                    | Інтродукція (укр.)ⓘ |
| №2        | Арія         | Der Vogelfänger bin ich ja               | Який я птахолов - краса!          | Папагено                                                             | Пісенька Папагено з укр. субтитрами [Архівовано 20 грудня 2021 у Wayback Machine.]                                                                   |
| №3        | Арія         | Dies Bildnis ist bezaubernd schön        | Прекрасні риси чарівні            | Таміно                                                               | Арія Таміно (Роман Шнуренко, укр.)ⓘ |
| №4        | Арія         | O zittre nicht, mein lieber Sohn!        | О сине мій, ти не тремти!         | Цариця ночі                                                          | |
| №5        | Квінтет      | Hm Hm Hm                                 | Зазнав, сердешний, ти відплати    | Таміно, Папагено, три Дами                                           | |
| №6        | Тріо         | Du feines Täubchen, nur herein!          | Сюди, голубонько моя !            | Моностатос, Паміга, Папагено                                         | |
| №7        | Дует         | Bei Männern, welche Liebe fühlen         | У хлопця, що кохати має           | Паміна, Папагено                                                     | |
| №8        | Фінал        | Zum Ziele führt dich diese Bahn          | Цим шляхом досягнеш мети          | Таміно, три Хлопці                                                   | |
| Друга Дія |              |                                          |                                   |                                                                      | |
| №9        | Марш жреців  | dei Sacerdoti                            |                                   |                                                                      | Марш жреців (початок другого акту) |
| №10       | Арія з хором | O Isis und Osiris                        | Нехай Озіріс та Ізіда             | Зарастро, жерці                                                      | |
| №11       | Дует         | Bewahret euch vor Weibertücken           | Жінок цурайтеся лукавих           | Оратор і Жрець                                                       | |
| №12       | Квінтет      | Wie? Ihr an diesem Schreckensort?        | Ах? Як в цю яму ти зайшов?        | Три дами, Таміно, Папагено                                           | |
| №13       | Арія         | Alles fühlt der Liebe Freuden            | Людство все на світі знає         | Моностатос                                                           | Арія Моностатоса (Павло Зубов, укр.)ⓘ |
| №14       | Арія         | Der Hölle Rache kocht in meinem Herzen   | Палає кров надією відплати        | Цариця ночі                                                          | Арія Цариці ночі (Ольга Фомічова, укр.)ⓘ Арія Цариці ночі (Бела Руденко, укр.) [Архівовано 6 квітня 2016 у Wayback Machine.] Арія Цариці ночі (нім.) |
| №15       | Арія         | In diesen heil'gen Hallen                | В святому тут чертогу             | Зорастро                                                             | |
| №16       | Тріо         | Seid uns zum zweitenmal willkommen       | Вдруге сюди ми втрьох явились     | Три хлопці                                                           | |
| №17       | Арія         | Ach, ich fühl's, es ist verschwunden     | Ах, навік усе пропало !           | Паміна                                                               | Арія Цариці ночі (Оксана Дондик, укр.)ⓘ |
| №18       | Хор          | O Isis und Osiris, welche Wonne!         | Ізіда та Озіріс ! Мить блаженна ! | Жерці                                                                | |
| №19       | Тріо         | Soll ich dich, Teurer, nicht mehr seh'n? | Навік кажу тобі прощай.           | Паміна, Таміно, Зарастро                                             | |
| №20       | Арія і дует  | Ein Mädchen oder                         | Заміжні чи дівчатка               | Папагено, потім Папагена                                             | |
| №21       | фінал        | Bald prangt, den Morgen zu verkünden     | Вже скоро променем червоним       | Три хлопці, Паміна, потім Таміно, потім Моностатос, Цариця ночі, хор | Сцена: Паміна і Три хлопці (укр.)ⓘ |

## Вибрана дискографія
(Солісти даються в такому порядку: Таміно, Паміни, Папагено, Цариця ночі, Зарастро)
- 1936 — Диригент — Томас Бічем; солісти: Гельге Розвенге, Тіана Лемніц, Ґерхард Хюш, Ерна Бергер, Вільгельм Штрінц; Берлінський філармонічний оркестр.
- 1951 — Диригент — Вільгельм Фуртвенглер; солісти: Антон Дермота, Ірмгард Зеефрід, Еріх Кунц, Вільма Ліппі, Йозеф Грайндль; Віденський філармонічний оркестр.
- 1952 — Диригент — Герберт фон Караян; солісти: Антон Дермота, Ірмгард Зеефрід, Еріх Кунц, Вільма Ліппі, Людвіг Вебер; Віденський філармонічний оркестр.
- 1953 — Диригент — Герберт фон Караян; солісти: Микола Гедда, Елізабет Шварцкопф, Джузеппе Таддеі, Рита Штрайха, Маріо Петрі; оркестр Італійського радіо (RAI Roma).
- 1954 — Диригент — Ференц Фрічаі; солісти: Ернст Гефлігер, Марія Штадер, Дітріх Фішер-Діскау, Рита Штрайха, Йозеф Грайндль; оркестр RIAS, Берлін.
- 1956 — Диригент — Бруно Вальтер; солісти: Браян Саліван, Люсин Амара, Теодор Аппман, Роберта Петерс, Жером Хайнс; хор і оркестр Метрополітен-опера, Нью-Йорк.
- 1964 — Диригент — Отто Клемперер; солісти: Микола Гедда, Гундула Яновіци, Вальтер Беррі, Луція Попп, Готлоб Фрік; оркестр Філармонія, Лондон.
- 1964 — Диригент — Карл Бем; солісти: Фріц Вундерліх, Евелін Лір, Дітріх Фішер-Діскау, Роберта Петерс, Франц Красс; Берлінський філармонічний оркестр.
- 1969 — Диригент — Георг Шолті; солісти: Стюарт Барроуз, Пілар Лоренгар, Герман Прей, Христина Дойтеком, Мартті Талвела; Віденський філармонічний оркестр.
- 1973 — Диригент — Вольфганг Завалліш; солісти: Петер Шрайер, Аннелізе Ротенбергер, Вальтер Беррі, Едда Мозер, Курт Молль; оркестр Баварської національної опери.
- 1988 — Диригент — Ніколаус Арнонкур; солісти: Ганс Петер Блохвіц, Барбара Бонней, Антон Шарінгер, Едіта Груберова, Матті Салмінен; оркестр Цюріхської опери.
- 1991 — Диригент — Джеймс Лівайн; солісти: Франсіско Арайза, Кетлін Беттл, Манфред Хемм, Луціана Серра, Курт Молль; оркестр Метрополітен Опера.
- 2005 — Диригент — Клаудіо Аббадо; солісти: Крістоф Штрель, Доротея Решман, Ханно Мюллер-Брахман, Еріка Міклоша, Рене Папі; малерівський камерний оркестр.

## Українські переклади
1956 року український переклад лібрето опери здійснив Євген Дроб'язко. У його перекладі у 1960-х роках опера ставилася на сцені Київського театру опери та балету. З приходом на пост керівника національної опери А. Мокренка у 1990-х роках від українського перекладу Є. Дроб'язка відмовились. Знову «Чарівна флейта» українською прозвучала лише у червні 2017 року В Оперній студії при Національній музичній академії ім. П. І. Чайковського (режисер — Олександра Шевельова, в ролях - Любов Хахаліна, Анастасія Поліщук, Ірина Тарасевич, Анна Татаринова, Денис Жданов, Оксана Панченко, Олег Тонкошкура, Олексанр Харламов, Сергій Шаповалов, Дар’я Миколенко та ін.). Окремі номери цієї опери в перекладах Дроб'язка були видані 2017 року